# Dipodomys microps
Dipodomys microps és una espècie de mamífer rosegador de la família dels heteròmids. És endèmica de la Gran Conca dels Estats Units. Es tracta d'un animal nocturn que s'alimenta de fulles, llavors, insectes i fongs. Els seus hàbitats naturals són les valls desèrtiques dominades per Atriplex confertifolia i altres biomes amb matollars similars. És una espècie en risc mínim, és a dir, no sembla que hi hagi cap amenaça significativa per a la seva supervivència.